# 193 (liczba)
193 (sto dziewięćdziesiąt trzy) – liczba naturalna następująca po 192 i poprzedzająca 194.

## W matematyce
- 193 jest czterdziestą czwartą liczbą pierwszą, następującą po 191 i poprzedzającą 197[1]
- 193 jest większą z liczb bliźniaczych (191, 193)[2][3]
- 193 jest liczbą wesołą[4]
- 193 jest liczbą szczęśliwą[5]
- 193 jest liczbą bezkwadratową[6]
- 193 jest palindromem liczbowym, czyli może być czytana w obu kierunkach, w pozycyjnym systemie liczbowym o bazie 12 (141)
- 193 należy do dwóch trójek pitagorejskich (95, 168, 193), (193, 18624, 18625).

## W nauce
- liczba atomowa unenntrium (niezsyntetyzowany pierwiastek chemiczny)
- galaktyka NGC 193
- planetoida (193) Ambrosia
- kometa krótkookresowa 193P/LINEAR-NEAT

## W kalendarzu
193. dniem w roku jest 12 lipca (w latach przestępnych jest to 11 lipca). Zobacz też co wydarzyło się w roku 193, oraz w roku 193 p.n.e.